# Allegheny (contea di Blair)
Allegheny  è una township degli Stati Uniti d'America, nella contea di Blair nello Stato della Pennsylvania. Secondo il censimento del 2000 la popolazione è di 6.965 abitanti.

## Società

### Evoluzione demografica
La composizione etnica vede una maggioranza di quella bianca (98,58%), seguita da quella dei afroamericani (0,65%) dati del 2000.
| township di Allegheny Popolazione |       |
| 2000                              | 6.965 |
| Stima al 2009                     | 6.936 |